# Leandro Bonfim
Leandro Bonfim, właśc. Leandro do Bonfim (ur. 8 stycznia 1984 w Salvadorze) – brazylijski piłkarz, występujący na pozycji ofensywnego pomocnika.

## Kariera klubowa
Leandro Bonfim rozpoczął piłkarską karierę w EC Vitória w 2001 roku, w której grał do 2002 roku. Dobra gra zaowocowała transferem do Europy. Przez trzy lata był zawodnikiem holenderskiego PSV Eindhoven, z którym zdobył mistrzostwo i Superpuchar Holandii w 2003. Podczas gry w PSV wystąpił w tym okresie tylko w 15 spotkaniach i strzelił jedną bramkę.
W 2005 przeszedł do portugalskiego FC Porto, z którego jednak szybko został wypożyczony do São Paulo FC, z którym zdobył Copa Libertadores 2005. W 2006 został ponownie wypożyczony, tym razem do Cruzeiro EC, z którym zdobył mistrzostwo stanu Minas Gerais – Campeonato Mineiro w 2006 roku. Sezon 2006–2007 spędził na wypożyczeniu w CD Nacional, po czym wrócił do Brazylii do CR Vasco da Gama. Pierwszą połowe 2009 roku spędził we Fluminense FC.
Od lipca do grudnia 2009 był zawodnikiem EC Bahia. Od sierpnia 2010 jest zawodnikiem pierwszoligowego Avaí FC. Po zakończeniu sezonu 2010 Leandro zakończył karierę piłkarską.